# Lista stadionów piłkarskich w Argentynie
Lista stadionów piłkarskich w Argentynie składa się z obiektów drużyn znajdujących się w Primera División (I poziomie ligowym Argentyny) oraz Primera B Nacional (II poziomie ligowym Argentyny). Na najwyższym poziomie rozgrywkowym znajduje się 20 drużyn oraz na drugim poziomie 22 drużyn, których stadiony zostały przedstawione w poniższej tabeli według kryterium pojemności, od największej do najmniejszej. Tabela uwzględnia również miejsce położenia stadionu (miasto oraz region), klub do którego obiekt należy oraz rok jego otwarcia lub renowacji.
Do listy dodano również stadiony o pojemności powyżej 20 tys. widzów, które są areną domową drużyn z niższych lig lub obecnie w ogóle nie rozgrywano mecze piłkarskie.
Na 6 stadionach z listy: Estadio Monumental i Estadio José Amalfitani w Buenos Aires, Estadio Chateau Carreras w Córdobie, Estadio José María Minella w Mar del Plata, Estadio Gigante de Arroyito w Rosario oraz Estadio Ciudad de Mendoza w Mendozie zostały rozegrane Mistrzostwa Świata w Piłce Nożnej 1978, które organizowała Argentyna. Na Estadio Monumental w Buenos Aires został rozegrany finał tych mistrzostw.
Legenda:

    – stadiony w budowie lub przebudowie

    – stadiony zamknięte lub zburzone
| Lp | Nazwa stadionu                              | Miejscowość           | Region              | Drużyny                                                                    | Otwarty / renowacja | Pojemność      | Zdjęcie |
| -- | ------------------------------------------- | --------------------- | ------------------- | -------------------------------------------------------------------------- | ------------------- | -------------- | ------- |
| 1  | Estadio Monumental Antonio Vespucio Liberti | Buenos Aires          | miasto autonomiczne | Reprezentacja Argentyny (1938–), River Plate                               | 1938                | 66 449         |         |
| 2  | Estadio Mario Alberto Kempes                | Córdoba               | Córdoba             | Talleres Córdoba, Belgrano Córdoba                                         | 1978                | 57 000         |         |
| 3  | Estadio Libertadores de América             | Avellaneda            | Buenos Aires        | Independiente                                                              | 2009                | 54 772         |         |
| 4  | Estadio Ciudad de La Plata                  | La Plata              | Buenos Aires        | Estudiantes La Plata, Gimnasia y Esgrima La Plata                          | 2003                | 53 000         |         |
| 5  | Estadio Juan Domingo Perón                  | Avellaneda            | Buenos Aires        | Racing Club de Avellaneda                                                  | 1950                | 50 000         |         |
| 6  | Estadio José Amalfitani                     | Buenos Aires          | miasto autonomiczne | Vélez Sársfield                                                            | 1940                | 49 540         |         |
| 7  | Estadio Alberto J. Armando                  | Buenos Aires          | miasto autonomiczne | Boca Juniors                                                               | 1940                | 49 000         |         |
| 8  | Estadio Tomás Adolfo Ducó                   | Buenos Aires          | miasto autonomiczne | CA Huracán                                                                 | 1947                | 48 314         |         |
| 9  | Estadio Ciudad de Lanús – Néstor Díaz Pérez | Lanús                 | Buenos Aires        | Club Atlético Lanús                                                        | 1929                | 47 027         |         |
| 10 | Estadio Brigadier General Estanislao López  | Santa Fé              | Santa Fe            | CA Colón                                                                   | 1946                | 47 000         |         |
| 11 | Estadio Pedro Bidegain                      | Buenos Aires          | miasto autonomiczne | San Lorenzo de Almagro                                                     | 1994                | 43 995         |         |
| 12 | Estadio Gigante de Arroyito                 | Rosario               | Santa Fe            | Rosario Central                                                            | 1978                | 41 654         |         |
| 13 | Estadio Malvinas Argentinas                 | Mendoza               | Mendoza             | Godoy Cruz Antonio Tomba                                                   | 1978                | 40 268         |         |
| 14 | Estadio Presidente Perón                    | Córdoba               | Córdoba             | Instituto Córdoba                                                          | 1951                | 38 694         |         |
| 15 | Estadio Marcelo Bielsa                      | Rosario               | Santa Fe            | Newell’s Old Boys                                                          | 1979                | 38 095         |         |
| 16 | Estadio Eduardo Gallardón                   | Lomas de Zamora       | Buenos Aires        | Los Andes Buenos Aires                                                     | 1940                | 36 942         |         |
| 17 | Estadio José Maria Minella                  | Mar del Plata         | Buenos Aires        | Aldosivi Mar del Plata                                                     | 1978                | 35 354         |         |
| 18 | Estadio Florencio Sola                      | Buenos Aires          | Buenos Aires        | CA Banfield                                                                | 1910                | 34 901         |         |
| 19 | Estadio Monumental José Fierro              | San Miguel de Tucumán | Tucumán             | Atlético Tucumán                                                           | 1922                | 32 700         |         |
| 20 | Estadio Nueva España                        | Buenos Aires          | miasto autonomiczne | Social Español Buenos Aires                                                | 1981                | 32 500         |         |
| 21 | Estadio José Dellagiovanna                  | Victoria              | Buenos Aires        | CA Tigre                                                                   | 1936                | 32 100         |         |
| 22 | Estadio José Hernández                      | Jesús María           | Córdoba             | Club Social y Deportivo Colón                                              | 1966                | 31 500         |         |
| 23 | Estadio Ciudad de Vicente López             | Buenos Aires          | Buenos Aires        | CA Platense                                                                | 1979                | 31 030         |         |
| 24 | Estadio La Ciudadela                        | San Miguel de Tucumán | Tucumán             | San Martín Tucumán                                                         | 1932                | 30 500         |         |
| 25 | Estadio Centenario Dr. José Luis Meiszner   | Quilmes               | Buenos Aires        | Quilmes Atlético Club                                                      | 1993                | 30 200         |         |
| 26 | Estadio 23 de Agosto                        | San Salvador de Jujuy | Jujuy               | Gimnasia y Esgrima Jujuy                                                   | 1973                | 29 000         |         |
| 27 | Estadio Nueva Chicago                       | Buenos Aires          | miasto autonomiczne | Nueva Chicago Buenos Aires                                                 | 1940                | 28 500         |         |
| 28 | Estadio Diego Armando Maradona              | Buenos Aires          | miasto autonomiczne | Argentinos Juniors                                                         | 2003                | 25 500         |         |
| 29 | Estadio San Juan del Bicentenario           | San Juan              | San Juan            | San Martín San Juan                                                        | 2011                | 25 286         |         |
| 30 | Estadio Bautista Gargantini                 | Mendoza               | Mendoza             | Independiente Rivadavia Mendoza                                            | 1925                | 25 000         |         |
| 31 | Estadio Centenario                          | Resistencia           | Chaco               | Sarmiento Resistencia                                                      | 2011                | 25 000         |         |
| 32 | Estadio Chacarita Juniors                   | Buenos Aires          | Buenos Aires        | Chacarita Juniors                                                          | 1945/ 2006          | 25 000         |         |
| 33 | Estadio Juan Carlos Zerillo                 | La Plata              | Buenos Aires        | Gimnasia y Esgrima La Plata                                                | 1924                | 24 544         |         |
| 34 | Estadio El Gigante del Norte                | Salta                 | Salta               | Gimnasia y Tiro Salta                                                      | 1993                | 24 300         |         |
| 35 | Estadio Arquitecto Ricardo Etcheverri       | Buenos Aires          | miasto autonomiczne | Ferro Carril Oeste                                                         | 1905                | 24 268         |         |
| 36 | Estadio Ingeniero Hilario Sánchez           | San Juan              | San Juan            | San Martín San Juan                                                        | 1951                | 24 000         |         |
| 37 | Estadio Jorge Luis Hirschi                  | La Plata              | Buenos Aires        | Estudiantes La Plata                                                       | 1907                | 23 000         |         |
| 38 | Estadio Julio César Villagra                | Córdoba               | Córdoba             | Belgrano Córdoba                                                           | 1929                | 23 000         |         |
| 39 | Estadio 15 de Abril                         | Santa Fé              | Santa Fe            | Unión Santa Fé                                                             | 1943                | 22 852         |         |
| 40 | Estadio Eva Perón                           | Junín                 | Buenos Aires        | Sarmiento Junín                                                            | 1951                | 22 000         |         |
| 41 | Estadio Presbítero Bartolomé Grella         | Paraná                | Entre Ríos          | Patronato Paraná                                                           | 1956                | 22 000         |         |
| 42 | Estadio Miguel Sancho                       | Córdoba               | Córdoba             | Racing Córdoba                                                             | 1948                | 20 966         |         |
| 43 | Estadio Padre Ernesto Martearena            | Salta                 | Salta               | Antoniana Salta, Central Norte Salta                                       | 2001                | 20 408         |         |
| 44 | Estadio Nuevo Monumental                    | Rafaela               | Santa Fe            | Atlético Rafaela                                                           | 1954/ 2004          | 20 000         |         |
| 45 | Estadio Roberto Natalio Carminatti          | Bahía Blanca          | Buenos Aires        | Olimpo Bahía Blanca                                                        | 1942/ 2002          | 20 000         |         |
| 46 | Estadio Fragata Presidente Sarmiento        | Buenos Aires          | miasto autonomiczne | Almirante Brown Buenos Aires                                               | 1969                | 18 880         |         |
| 47 | Estadio G.E.B.A.                            | Buenos Aires          | miasto autonomiczne | Reprezentacja Argentyny (1903–1938), Gimnasia y Esgrima (1909–19??)        |                     | 18 000         |         |
| 48 | Estadio Julio Humberto Grondona             | Buenos Aires          | Buenos Aires        | Arsenal Sarandí                                                            | 1964/2004           | 16 300         |         |
| 49 | Estadio Miguel Morales                      | Pergamino             | Buenos Aires        | Douglas Haig Pergamino                                                     | 1977                | 16 000         |         |
| 50 | Estadio Oscar C. Boero                      | San Francisco         | Córdoba             | Sportivo Belgrano San Francisco                                            | 1937                | 15 646         |         |
| 51 | Estadio José Antonio Romero Feris           | Corrientes            | Corrientes          | Huracán Corrientes, Boca Unidos Corrientes, Deportivo Mandiyú              | 1986                | 15 172         |         |
| 52 | Estadio 20 de Octubre                       | Buenos Aires          | miasto autonomiczne | Tristán Suárez Buenos Aires                                                | 1964                | 15 000         |         |
| 53 | Estadio Feliciano Gambarte                  | Mendoza               | Mendoza             | Godoy Cruz Antonio Tomba                                                   | 1959                | 14 000         |         |
| 54 | Estadio Boutique de Barrio Jardín           | Córdoba               | Córdoba             | Talleres Córdoba                                                           | 1931/ 1951          | 13 500         |         |
| 55 | Estadio Islas Malvinas                      | Buenos Aires          | miasto autonomiczne | CA All Boys                                                                | 1963                | 12 199         |         |
| 56 | Estadio Comandante Andrés Guacurarí         | Posadas               | Misiones            | Crucero del Norte Posadas                                                  | 2003                | 12 000         |         |
| 57 | Estadio Norberto Tomaghello                 | Buenos Aires          | miasto autonomiczne | Defensa y Justicia Buenos Aires                                            | 1978                | 12 000         |         |
| 58 | Estadio Lorenzo Arandilla                   | Adrogué               | Buenos Aires        | Brown Buenos Aires                                                         | 1947                | 6 000          |         |
| 59 | Estadio Genacio Sálice                      | Buenos Aires          | miasto autonomiczne | Villa San Carlos Buenos Aires                                              | 1950/ 2011          | 4 000          |         |
| -  | Estadio Alvear y Tagle                      | Buenos Aires          | miasto autonomiczne | River Plate (1921–1938)                                                    | 1921                | rozebrano 1938 |         |
| -  | Estadio Colón y Alsina                      | Avellaneda            | Buenos Aires        | Reprezentacja Argentyny (1912–1940), Racing Club de Avellaneda (1904–1947) | 1904                | rozebrano 1948 |         |
| -  | Estadio Ministro Brin y Senguel             | Buenos Aires          | miasto autonomiczne | Boca Juniors (1916–1938)                                                   | 1916                | rozebrano 1938 |         |
| -  | Estadio Viejo Gasómetro                     | Buenos Aires          | miasto autonomiczne | Reprezentacja Argentyny (1916–1938), San Lorenzo de Almagro (1916–1983)    | 1916                | rozebrano 1983 |         |